# Ben Phillips Blows Up
Pour les articles homonymes, voir Phillips.
 (août 2019).
Ben Phillips Blows Up est un programme télévisé britannique de divertissement qui suit Ben Phillips et ses amis alors qu’ils se moquent d’Elliot Giles. En décembre 2016, Comedy Central a annoncé la commande d'un nouveau spectacle de comédie de télé-réalité basé sur les farces de la chaîne YouTube de Ben Phillips (en). Le premier épisode a été diffusé le 24 juin 2017. La série a suivi Phillips tout au long de sa vie quotidienne et a permis à ses fans de découvrir les autres facettes des farces en ligne. La série n'a pas duré. Depuis lors, Philips a publié une série animée sur YouTube Prankster.

## Résumé
L'émission suit Ben Phillips et son entourage qui font une farce à son ami Elliot Giles, qui souffre depuis longtemps, pour ensuite se retourner contre lui.

## Personnages
- Ben Phillips (en)
- Elliot Giles
- Chris Powell
- Tristan Sonnekus
- Gwendolyn (Nana) Phillips

## Développement et production
En décembre 2016, il a été annoncé que Comedy Central avait commandé une nouvelle émission de télé-réalité mettant en vedette YouTuber Ben Phillips, qui s'est rendu célèbre en téléchargeant sur Facebook des vidéos qui montrent qu'il blague son frère, Elliot. Le pilote de 22 minutes a été diffusé le 24 juin 2017 sur Comedy Central.

## Les émissions
L'épisode pilote a été diffusé le 24 juin 2017 à 23 heures au Comedy Central.